# 100 (număr)
100 (o sută) este un număr natural precedat de 99 și urmat de 101.

## În matematică
Este un număr abundent.

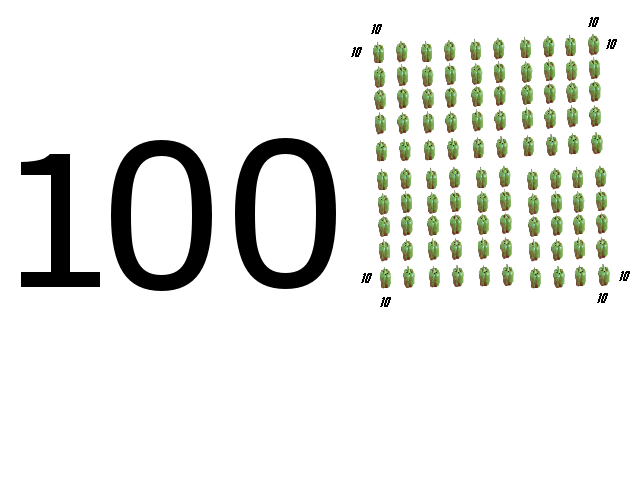
100 este pătratul lui 10

100 este pătratul lui 10 (în notația științifică este scris ca 102). Prefixul SI standard pentru o sută este „hecto-”.
100 este baza procentelor (procentul înseamnă „la sută” în latină), 100% fiind o sumă completă.
100 este suma primelor nouă numere prime, precum și suma unor perechi de numere prime, de exemplu: 3 + 97, 11 + 89, 17 + 83, 29 + 71, 41 + 59 și 47 + 53.
100 este suma cuburilor primelor patru numere întregi (100 = 13 + 23 + 33 + 43). Acest lucru este legat de teorema lui Nicomachus deoarece 100 este egal cu pătratul sumei primelor patru numere întregi: 100 = 102 = (1 + 2 + 3 + 4)2.
26 + 62 = 100, deci 100 este un număr Leyland.
100 este un număr 18-gonal. Este divizibil cu 25, numărul primilor mai mici ca 100. Nu poate fi exprimat ca diferența dintre orice număr întreg și totalul numerelor prime între ele mai mici decât acesta, făcându-l un număr noncototient. Poate fi exprimat ca o sumă a unora dintre divizorii săi, făcându-l un număr semiperfect. Este un număr triunghiular pătratic.
Este un număr fericit.
100 este un număr harshad în baza 10, și în baza 4, iar în această bază este un număr auto-descriptiv.
Este un număr practic.
Este un număr puternic.
Este un număr rotund.
Există exact 100 de numere prime ale căror cifre sunt în ordine strict crescătoare (de ex. 239, 2357 etc.).

100 este un număr Erdős-Woods.

## În știință
O sută este numărul atomic al fermiului, un element din categoria actinidelor.
Pe scara Celsius, 100 de grade este temperatura de fierbere a apei pure la nivelul mării.
Linia Kármán se găsește la o altitudine de 100 km deasupra nivelului mării de pe Pământ, ea este frecvent utilizată pentru a defini granița dintre atmosfera Pământului și spațiul cosmic. 

## În religie
Se suflă de 100 de ori în cornul șofar (ebraică: שׁוֹפָר‎) de Roș Hașana, Anul Nou Evreiesc.
Se cere ca un evreu religios să spună cel puțin 100 de binecuvântări zilnic.
În Mahābhārata, regele Dhritarashtra avea 100 de fii cunoscuți sub numele de Kaurava.

## În politică
Senatul Statelor Unite ale Americii are 100 de senatori.

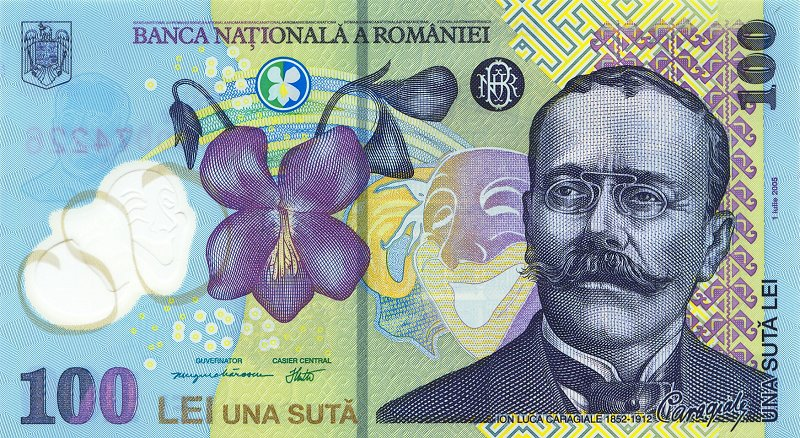
Pe fața bancnotei de 100 lei se află portretul scriitorului Ion Luca Caragiale

## În economie
Majoritatea monedelor lumii sunt împărțite în 100 de subunități; de exemplu, un euro înseamnă o sută de cenți și un leu valorează o sută de bani.

## În alte domenii
O sută este, de asemenea:
Numărul de ani dintr-un secol. 
În Grecia, India, Israel și Nepal, 100 este numărul de telefon al poliției.
În Belgia, 100 este numărul de telefon al ambulanței și al pompierilor.
În Regatul Unit, 100 este numărul de telefon al operatorului de centrală.
Codul HTTP care indică faptul că un client ar trebui să continue cu solicitarea sa.
Vârsta la care o persoană devine centenară.
Procentul maxim pentru finalizarea descărcării sau încărcării dispozitivelor electronice.